# Evangelisch-Lutherische Kirche (Frille)

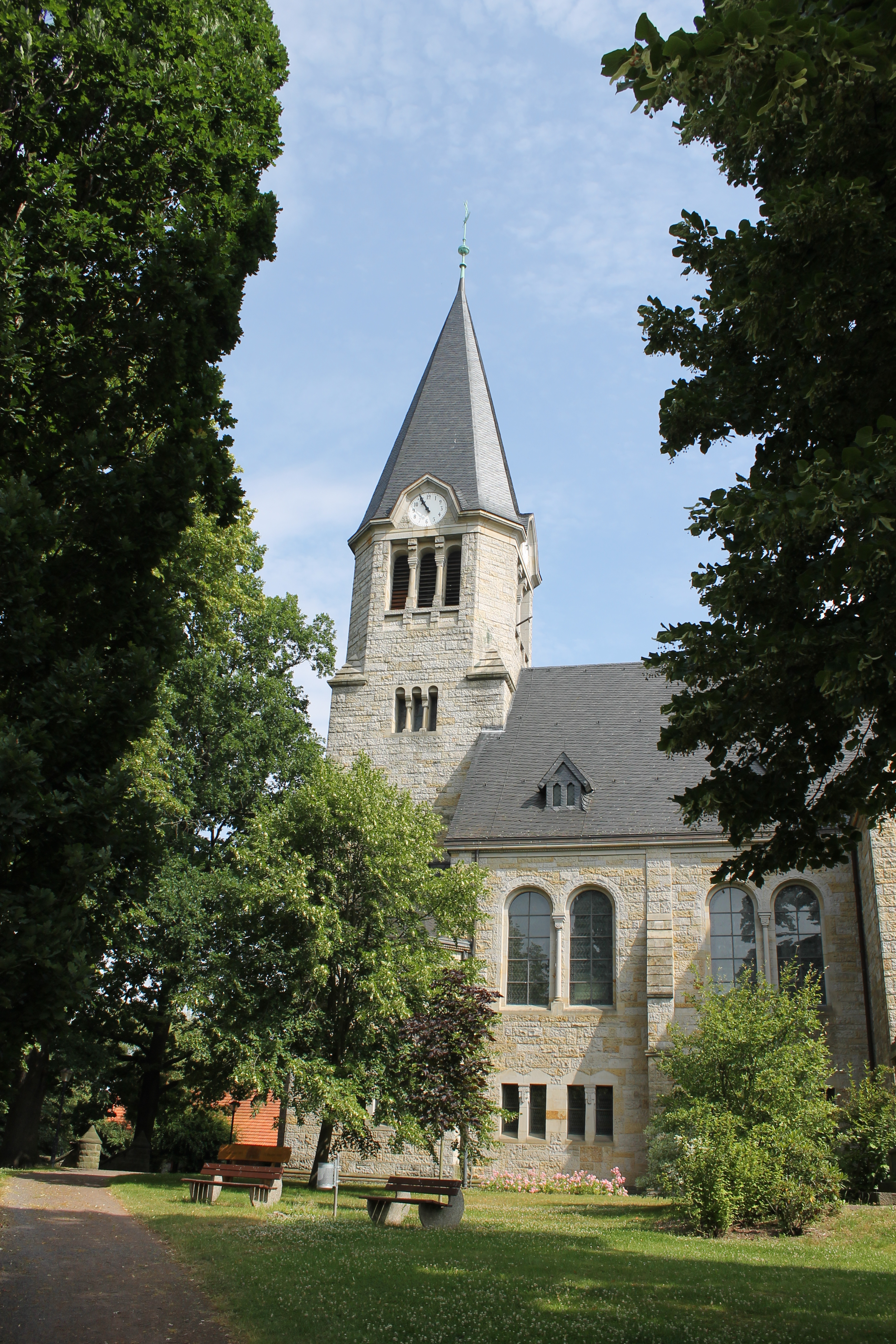
Evangelische Kirche Frille

Die Evangelisch-Lutherische Kirche ist die Gemeindekirche von Frille, einem Ortsteil der ostwestfälischen Stadt Petershagen im Kreis Minden-Lübbecke. Die Kirchengemeinde gehört aus historischen Gründen dem Kirchenbezirk West der Evangelisch-Lutherischen Landeskirche Schaumburg-Lippe an.

## Geschichte
Die Friller Kirche wurde in den Jahren 1910/11 anstelle eines romanischen, im 17. Jahrhundert erweiterten Vorgängerbaus durch August Kelpe aus Minden als kreuzförmige Wandpfeilerkirche mit Westturm im neuromanischen Stil erbaut und am 11. Oktober 1911 geweiht. Der im Außenbau mit einer Verblendung aus rustiziertem Quaderwerk aus Obernkirchener Sandstein ausgestattete Kirchenbau erfuhr 2011 eine vollständige Restaurierung. 1995 erhielt die Kirche im historischen Prospekt eine neue Orgel der Firma Flentrop Orgelbouw in Zaandam mit 27 Registern, verteilt auf zwei Manualen und Pedal. Zur historischen Ausstattung der Kirche gehört der 1681 datierte Taufstein sowie ein Kreuz des 14. Jahrhunderts. Das bauzeitliche Retabel des Altars zeigt das von dem Hannoveraner Maler Ernst Jordan geschaffene Fresko einer volkreiche Darstellung der Kreuzigung Christi.